# Rhyacophilites hydropsychiformis
Rhyacophilites hydropsychiformis is een fossiele soort schietmot uit de familie Rhyacophilidae.